# Albert Lónyay
Albert hrabě Lónyay de Nagy Lónya (německy Albert Graf Lónyay von Nagylónya und Vasáros-Namény, maďarsky nagylónyai és vásárosnaményi, gróf Lónyay Albert) (20. prosince 1850 Nagylónya – 28. března 1923 Vídeň) byl rakousko-uherský generál a dvořan ze staré uherské šlechty. V c. k. armádě sloužil od roku 1869 a byl důstojníkem husarů u různých jednotek převážně v Uhrách, několik let byl také císařským pobočníkem. V letech 1910–1914 působil jako vrchní ceremoniář u císařského dvora a nakonec zastával čestnou funkci kapitána uherské královské gardy (1914–1918). V roce 1910 byl povýšen na hraběte a v roce 1911 dosáhl hodnosti generála jezdectva. 

## Životopis

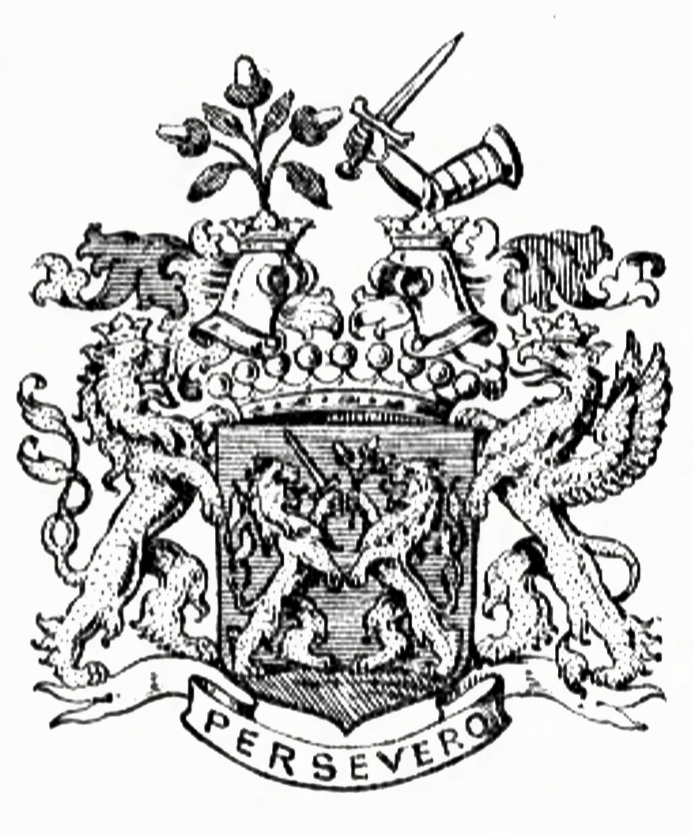
Hraběcí erb rodu Lónyayů

Pocházel ze starého uherského šlechtického rodu Lónyaů, patřil k evangelické linii. Narodil se v Berežské župě na zámku Nagylónya, který již neexistuje (vyhořel v roce 1965). Měl šest sester a byl jediným synem Alberta Lónyaye (1923–1904), vrchního župana Ugočské župy. Matka Rosálie (1827–1863) pocházela z rodu Kubínyiů. Po otci byl synovcem vlivného uherského politika Menyhérta Lónyaye. Studoval gymnázium a do armády vstoupil v roce 1869 k 9. husarskému pluku v Komárně, ještě téhož roku získal hodnost poručíka. V roce 1874 byl povýšen na nadporučíka a v letech 1875–1877 navštěvoval jezdecký institut ve Vídni. V letech 1878–1880 byl mimo aktivní službu, poté se vrátil k 9. husarskému pluku, následně vystřídal službu u dalších husarských jednotek ve Stockerau a v Pécsi. V hodnosti kapitána (1886) byl pobočníkem velitele 4. armádního sboru v Budapešti hraběte Nikolause Pejačeviće (1886–1888), po roce 1888 sloužil u 7. husarského pluku v Albertirsi. V roce 1891 byl povýšen na majora a tři roky vykonával službu křídelního pobočníka (Flügeladjutant) císaře Františka Josefa. Mezitím byl povýšen na podplukovníka (1893) a v roce 1894 byl přeložen opět k 9. husarskému pluku. Jako plukovník (1896) setrval u 9. husarského pluku jako jeho velitel (1896–1901).
V roce 1902 byl povýšen na generálmajora, byl velitelem 5. jezdecké brigády v Jarosławi (1901-1904), 6. jezdecké brigády v Miskolci (1904–1905), krátce velel 3. jezdecké brigádě v Mariboru (1905) a poté byl velitelem jezdecké divize ve Vídni (1905–1907). V roce 1906 dosáhl hodnosti polního podmaršála a od roku 1907 byl gardovým poručíkem uherské královské gardy ve Vídni. V roce 1910 byl v armádě penzionován, ale o rok později ještě dosáhl hodnosti generála jezdectva (1911). V letech 1910–1914 zastával u císařského dvora funkci ceremoniáře zodpovědného za organizaci stolování u slavnostních tabulí (Oberststabelmeister). Nakonec byl v letech 1914-1918 kapitánem uherské královské gardy (německy Kapitän der königlich Ungarischen Leibgarde, respektive maďarsky a Magyar Királyi Testőrség gárdakapitánya). Po zániku monarchie dožil v soukromí ve Vídni. 

## Rodina
V roce 1885 se na zámku Bartenstein oženil s princeznou Marií Henriettou z Hohenlohe-Bartensteinu (1861–1933), dcerou knížete Karla Hohenlohe-Bartensteina a Rosy, rozené hraběnky Šternberkové. Marie Henrietta byla později c. k. palácovou dámou a dámou Řádu hvězdového kříže. Jako vdova se usadila v Badenu, kde je také pohřbena spolu se svým mladším synem Arnoštem. Z manželství se narodily tři děti, synové Karel (Károly, 1886–1950) a Arnošt (Ernö, 1898–1958) sloužili v c. k. armádě a poté žili v soukromí, dcera Róza (1888–1970) se provdala za britského důstojníka kapitána George Jervise Wooda (1878–1958). Jejich dcera Marie Terezie (1910–1985) byla manželkou knížete Ernsta z Hohenbergu.

## Tituly a ocenění
Od roku 1880 byl c. k. komořím a jako vysoký hodnostář u dvora obdržel v roce 1910 titul c. k. tajného rady s nárokem na oslovení Excelence. V roce 1910 byl zároveň povýšen na hraběte (příslušný diplom byl podepsán císařem Františkem Josefem v Ischlu 8. července 1910). Během vojenské služby získal několik ocenění v Rakousku-Uhersku, vzhledem ke své službě císařského pobočníka a později vysoce postaveného dvořana obdržel řadu vyznamenání také od zahraničních panovníků.

### Rakousko-Uhersko
- Jubilejní pamětní medaile (1898)
- Řád železné koruny III. třídy (1900)
- rytířský kříž Leopoldova řádu (1908)
- Vojenský jubilejní kříž (1908)
- velkokříž Leopoldova řádu (1916)
- Vojenská záslužná medaile s válečnou dekorací (1917)

### Zahraničí
- Řád pruské koruny III. třídy (1886, Německo)
- rytíř Řádu Albrechtova (1892, Sasko)
- Řád Fridrichův (1892, Württembersko)
- Řád pruské koruny II. třídy (1893, Německo)
- komandér Řádu rumunské hvězdy (1893, Rumunsko)
- Řád červené orlice II. třídy (1894, Německo)
- Vévodský sasko-ernestinský domácí řád (1894, Sasko)
- velkokříž Řádu Isabely Katolické (1904, Španělsko)
- velkokříž Vojenského záslužného řádu (1906, Španělsko)
- velkokříž Řádu gryfa (1909, Meklenbursko-Zvěřínsko)
- velkokříž Řádu sv. Michaela (1912, Bavorsko)
- velkokříž Řádu koruny (1912, Belgie)
- velkokříž Královského řádu za vojenské zásluhy (1912, Bulharsko)
- velkokříž Řádu červené orlice (1917, Německo)
- velkokříž Řádu sv. Alexandra (1917, Bulharsko)
- Řád Osmanie I. třídy (1917, Osmanská říše)